# Krivčevo
Krivćevo je naselje v Občini Kamnik.